# Aiden McGeady
 Der er for få eller ingen kildehenvisninger i denne artikel, hvilket er et problem. Du kan hjælpe ved at angive troværdige kilder til de påstande, som fremføres i artiklen.

Aiden McGeady (født 4. april 1986 i Glasgow, Skotland) er en skotsk fodboldspiller, der er blevet nationaliseret irer, og spiller for det irske landshold. Han har spillet som kantspiller hos den engelske klub Sunderland. Han har tidligere spillet for blandt andet Celtic. Han var med til at sikre Celtic tre skotske mesterskaber, to pokaltitler og to Liga Cup titler. I 2016 blev han udlånt til Preston North End. Efter 3 sæsoner i Sunderland blev han udlånt til Charlton Athletic hvor han fik 10 kampe. Efter 5 sæsoner hos Sunderland skiftede han til Hibernian hvor han fik 14 kampe. Sæsonen 2023/24 tilbragte han sæsonen i Ayr United der spiller i den næstbedste række i skotsk fodbold. Han havde 19 optrædener hvor han scorede 2 mål. Efter sæsonen lagde han støvlerne på hylden.

## Landshold
McGeady står (pr. april 2018) noteret for 92 kampe og fem scoringer for Irlands landshold, som han debuterede for i juni 2004 i et opgør mod Jamaica. Inden han fik sin debut for det irske landshold havde det skotske fodboldforbund forgæves forsøgt at få ham til at spille for det skotske landshold.

## Titler
Skotsk Premier League
- 2006, 2007 og 2008 med Celtic F.C.

Skotsk FA Cup
- 2005 og 2007 med Celtic F.C.

Skotsk Liga Cup
- 2006 og 2009 med Celtic F.C.